# Alicia Fuentes
Alicia Fuentes Molina (* 27. Mai 1978 in Totalán) ist eine ehemalige spanische Fußballspielerin.

## Karriere

### Vereine
Fuentes spielte von 1997 bis 1999 für den Club Atlético Málaga das erste Mal im Seniorinnenbereich und gewann am Ende ihrer Premierensaison das Double (Meisterschaft und Pokal) und den Superpokal, bevor sie zum Ligakonkurrenten UD Levante gewechselt, für diesen vier Jahre lang in der höchsten Spielklasse, jeweils zwei Saisonen lang in der División de Honor und in der Superliga aktiv war. Sie gewann mit ihrer Mannschaft zwei Meisterschaften in Folge und davor den nationalen Vereinspokal.
Danach war sie für den in Huelva ansässigen CFF Estudiantes de Huelva in der Saison 2003/04 und anschließend, bis zum Saisonende 2006/07, für den FC Sevilla tätig. Nach der einjährigen Zugehörigkeit zum Zweitligisten CF Apolo Properties Santomera in der Region Murcia, folgten jeweils zwei Jahre für den FC Barcelona und – ein zweites Mal – für den Club Atlético Málaga, zuletzt in der Primera División, wie die höchste Spielklasse fortan hieß. Es folgte jeweils ein Saison für den FC Levante Las Planas und – ein drittes Mal – für den Club Atlético Málaga. Eine Zugehörigkeit von fünf Jahren hatte sie anschließend beim FC Sevilla, für den sie ebenfalls ein zweites Mal spielte. Jeweils eine Saison lang spielte sie anschließend für die Frauenfußballmannschaft des CF Badalona und den EdF Logroño.

### Nationalmannschaft
Fuentes bestritt für die A-Nationalmannschaft ab dem Jahr 1997 Länderspiele und nahm mit ihr an der vom 29. Juni bis zum 12. Juli 1997 in Norwegen und Schweden ausgetragenen Europameisterschaft teil. Sie wurde im ersten und dritten Spiel der Gruppe A, beim 1:1-Unentschieden gegen die Nationalmannschaft Frankreichs am 29. Juni und beim 1:0-Sieg über die Nationalmannschaft Russlands am 5. Juli – jeweils in Karlskoga – eingesetzt sowie in der Halbfinalbegegnung am 9. Juli in Lillestrøm – mit Einwechslung für Rosa Castillo in der 60. Minute – die gegen die Nationalmannschaft Italiens mit 1:2 verloren wurde. In allen drei Turnierspielen wurde sie in der zweiten Spielzeit eingewechselt; Gesamtspielzeit: 72 Minuten. Ein Länderspieltor gelang ihr am 1. April 2000 im vierten Spiel der EM-Qualifikationsgruppe 1 beim 2:1-Sieg über die Nationalmannschaft der Niederlande in Almelo mit dem Siegtor in der 90. Minute. Im Jahr 2003 trug sie das letzte Mal das Trikot für den RFEF.

## Erfolge
Nationalmannschaft
- Halbfinalist Europameisterschaft 1997

UD Levante
- Spanischer Meister 2001, 2002
- Spanischer Pokalsieger 2000, 2001, 2002

Club Atlético Málaga
- Spanischer Meister 1998
- Spanischer Pokalsieger 1998
- Spanischer Superpokal-Sieger 1998